# Thomisus manishae
Thomisus manishae là một loài nhện trong họ Thomisidae.
Loài này thuộc chi Thomisus. Thomisus manishae được Pawan U. Gajbe miêu tả năm 2005.